# Antoni Samuel Dąbrowski
Antoni Samuel Dąbrowski (ur. 10 czerwca 1774 w Turowicach, zm. 22 czerwca 1838 w Warszawie) – polski malarz.

## Życiorys
Uczeń m.in. Antoniego Smuglewicza i Jana Bogumiła Plerscha. Pracował w Słonimiu u hetmana Ogińskiego jako dekorator teatru dworskiego. Był także autorem dekoracji malarskich w pałacu Mostowskich w Tarchominie i pałacu Krasińskich w Warszawie. Malował też portrety i krajobrazy.

## Życie prywatne
Był ojcem Bonawentury, również malarza.